# Багмет Михайло Олександрович
Багмет Михайло Олександрович (1948) — проректор з науково-педагогічної роботи та питань розвитку Чорноморського державного університету ім. Петра Могили, доктор історичних наук, професор. Академік Української академії історичних наук, академік Української академії політичних наук, Заслужений діяч науки і техніки України, відмінник освіти України, директор Миколаївського центру політичних досліджень.

## Життєпис
Народився у 1948 р. на Чернігівщині.
У 1976 р. закінчив історичний факультет Київського державного університету ім. Т. Г. Шевченка.
Член Президії Громадської Ради освітян і науковців України. Входить до складу Науково-експертної колегії з проблем соціально-економічного розвитку при Кабінеті Міністрів України.
Докторську дисертацію захистив на тему «Проблеми формування національної самосвідомості молоді України у 60-ті- 80- і роки: Тенденції, деформації, уроки».

## Науковий доробок
Автор більше 300 різнопланових публікацій з проблем державотворення, історії та теорії політичної думки, національних відносин і виборчих технологій, керує аспірантурою з політичних та історичних напрямів.